# Arctia chavigneri
Arctia chavigneri är en fjärilsart som beskrevs av Failla-tedaldi 1890. Arctia chavigneri ingår i släktet Arctia och familjen björnspinnare. Inga underarter finns listade i Catalogue of Life.